# Pippa Passes (film 1909)
Pippa Passes è un cortometraggio muto del 1909 diretto da David W. Griffith tratto dalla poesia di Robert Browning.

## Trama

### Pippa Passes, di Robert Browning
The year's at the spring / And day's at the morn; / Morning's at seven; / The hill-side's dew-pearled; / The lark's on the wing; / The snail's on the thorn; / God's in his heaven... / All's right with the world!

(citazione nei sottotitoli introduttivi)

All service ranks the sam / with God / If now, as formerly he trod / paradise, his presence fills / our earth, each only as God / Wills / Can work... God's puppets / best and worst / are we; there is no last / nor first

(citazione del sottotitolo finale)

## Produzione
Prodotto dalla Biograph Company, il film fu girato dal 17 al 21 agosto in esterni a Edgewater nel New Jersey. In interni negli studi della Biograph.

## Distribuzione
Distribuito dalla Biograph Company, il film - un cortometraggio in una bobina - uscì nelle sale statunitensi il 4 ottobre 1909. Nell'agosto 2006, la Grapevine Video DVD edition pubblicò il cofanetto D.W. Griffith, Director - Volume 4 che comprendeva anche Pippa Passes tra i dieci titoli presenti nella confezione, tratti da copie in 16 mm.

## Data di uscita
IMDb
- USA	4 ottobre 1909
- USA	15 ottobre 1915	 (riedizione)

Alias
- Pippa Passes; or, The Song of Conscience  (titolo originale)
- The Song of Conscience	(indefinito)

## La critica
Kemp R. Niver, D.W. Griffith, His Biograph Films: ... L'effetto di luce soffice durante i primi e ultimi secondi di proiezione fu ottenuto con una illuminazione studiata. E, per l'epoca, l'effetto fu così spettacolare da attirarsi l'attenzione della stampa